# Космический календарь

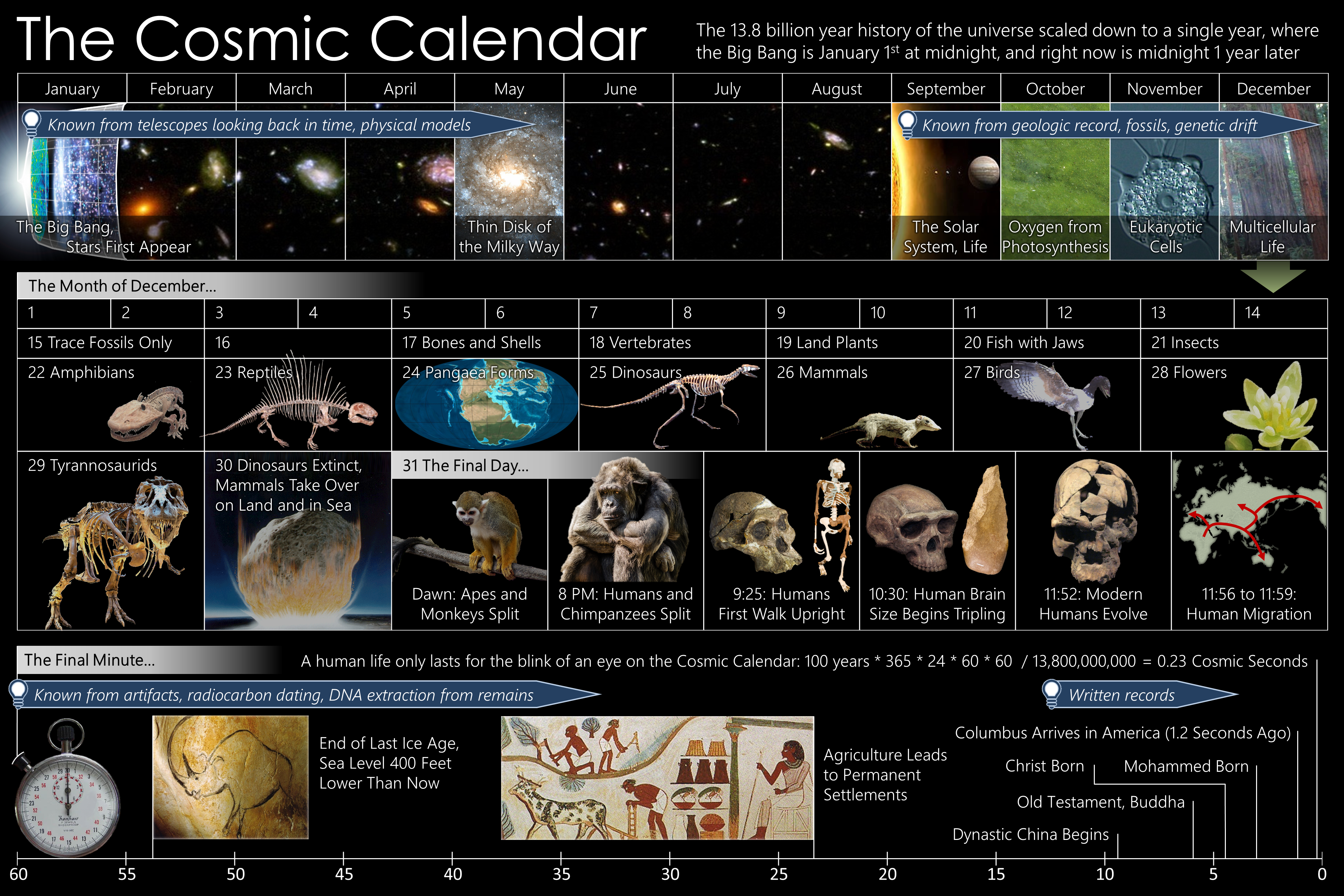
Карл Саган популяризовал метод визуализации, при котором 13,8 млрд лет истории Вселенной сжимаются до одного календарного года

«Космический календарь» (англ. Cosmic Calendar) — метод визуализации обширной истории Вселенной, при котором 13,8 миллиардов лет сжимаются до одного календарного года.

## Краткие сведения
Метод был создан Карлом Саганом и впоследствии использован в книге «Драконы Эдема» (1978) и телесериале 1980 года «Космос: персональное путешествие».
Согласно Карлу Сагану, Большой взрыв приходится на полночь 1 января, а текущие события происходят в полночь 31 декабря. В таком масштабе 1 секунда равняется 500 годам реального времени, на один час приходится 1,58 млн лет, а за день проходит 37,8 млн лет.
В телесериале 2014 года «Космос: пространство и время» ведущий Нил Деграсс Тайсон представил новую версию Календаря, отличающуюся красочной компьютерной графикой и в которой в качестве исправления погрешности к 13,8 млрд лет истории Вселенной было добавлено ещё 15 млн лет.

## Космический год
| Дата/время              | лет назад     | Событие |
| Большой взрыв           | Большой взрыв | Большой взрыв |
| ----------------------- | ------------- | --- |
| 1 января                | 13.8 млрд     | Большой взрыв, замеченный в качестве фонового космического излучения. |
| 16 марта                | 11 млрд       | Формирование Млечного Пути |
| 31 августа              | 4.57 млрд     | Рождение Солнца (а также. вскоре после этого, планет и спутников) |
| 16 сентября             | 4 млрд        | Старейшие горные породы на Земле |
| Эволюция жизни на Земле |               | |
| 21 сентября             | 3.8 млрд      | первая жизнь (прокариоты) |
| 12 октября              | 3 млрд        | Фотосинтез |
| 29 октября              | 2.4 млрд      | Перенасыщение атмосферы кислородом |
| 9 ноября                | 2 млрд        | сложные клетки (эукариоты) |
| 5 декабря               | 1 млрд        | первые многоклеточные организмы |
| 7 декабря               | 670 млн       | простейшие животные |
| 14 декабря              | 550 млн       | Членистоногие (предки насекомых, паукообразные) |
| 17 декабря              | 500 млн       | рыбы и прото-амфибии |
| 20 декабря              | 450 млн       | первые наземные растения |
| 21 декабря              | 400 млн       | насекомые и семена |
| 22 декабря              | 360 млн       | Амфибии |
| 23 декабря              | 300 млн       | Пресмыкающиеся |
| 24 декабря              | 250 млн       | Массовое пермское вымирание, вымерло 90 % видов |
| 25 декабря              | 230 млн       | Динозавры |
| 26 декабря              | 200 млн       | Млекопитающие |
| 27 декабря              | 150 млн       | птицы |
| 28 декабря              | 130 млн       | Цветы |
| 30 декабря, 06:24       | 65 млн        | Мел-палеогеновое вымирание, вымерли все не приспособленные к полёту динозавры |
| Эволюция человека       |               | |
| 30 декабря              | 65 млн        | Приматы |
| 31 декабря, 06:05       | 15 млн        | Человекообразные обезьяны |
| 31 декабря, 14:24       | 12.3 млн      | Гоминиды |
| 31 декабря, 22:24       | 2.5 млн       | Архантропы и каменные орудия |
| 31 декабря, 23:44       | 400 000       | Освоение огня |
| 31 декабря, 23:52       | 200 000       | Современный человек |
| 31 декабря, 23:55       | 110 000       | Начало новой ледниковой эпохи |
| 31 декабря, 23:58       | 35 000        | скульптура и живопись |
| 31 декабря, 23:59:32    | 12 000        | Сельское хозяйство |
| История                 |               | |
| 31 декабря, 23:59:46    | 6 000         | первые города Месопотамии |
| 31 декабря, 23:59:47    | 5 500         | Первая письменность (точка, разделяющая доисторическую и историческую эпохи), начало Бронзового века |
| 31 декабря, 23:59:48    | 5 000         | I династия египетских фараонов, Эпоха ранних династий у шумер, Астрономия |
| 31 декабря, 23:59:49    | 4 000         | Алфавит, Аккад, Колесо |
| 31 декабря, 23:59:51    | 4 000         | Законы Хаммурапи, Среднее царство в Египте |
| 31 декабря, 23:59:52    | 3 500         | Микенская цивилизация; цивилизация ольмеков; Железный век на Ближнем Востоке, в Индии и Европе; основание Карфагена |
| 31 декабря, 23:59:53    | 3 000         | Израильское царство, древние Олимпийские игры |
| 31 декабря, 23:59:54    | 2 500         | Будда, Конфуций, Правление династии Цинь, Классическая Греция, Империя Ашоки, завершены Веды, Эвклидова геометрия, физика Архимеда, Римская республика |
| 31 декабря, 23:59:55    | 2 000         | Астрономия Птолемея, Римская империя, Иисус Христос, изобретение цифры 0 |
| 31 декабря, 23:59:56    | 1 500         | Мухаммед, Цивилизация Майя, Империя Сун, расцвет Византийской империи |
| 31 декабря, 23:59:58    | 1 000         | Монгольская империя, Крестовые походы, Христофор Колумб открывает Америку, Европейская эпоха Возрождения, классическая музыка до Иоганна Себастьяна Баха |
| Текущая секунда         |               | |
| 31 декабря, 23:59:59    | 500           | современная наука и технологии, музыка Йозефа Гайдна и более поздних композиторов, Американская революция, Великая французская революция, Аболиционизм во многих странах, Первая мировая война, Вторая мировая война, Деколонизация, Космический полёт Юрия Гагарина, Высадка на Луну |